# Ларссон, Мария (хоккеистка)
Мария Линда Ларссон (швед. Maria Linda Larsson; 18 февраля 1979, Ханден, коммуна Ханинге, Швеция) — шведская хоккеистка, игравшая на позиции центрального нападающего. Большую часть карьеры выступала за команды коммуны Ханинге — «Вестерханинге» и «Ханинге Анкорс». Играла за другие шведские клубы: «ФоК Фарста», «Мелархёйден/Бреденг», «Брюнес» и АИК. Несколько раз прерывала карьеру хоккеистки. С 1998 по 2006 год игрок национальной сборной Швеции, проведшая 106 международных матчей. Бронзовый призёр Зимних Олимпийских игр 2002, участница трёх чемпионатов мира (1999, 2001 и 2004). Трёхкратная чемпионка Швеции. В сезоне 2010/11 была ассистентом тренера в клубе «Сегельторп». Два сезона провела в Ханинге в качестве играющего тренера. На протяжении более 17-ти лет работает в Шведской спортивной конфедерации.

## Биография
Мария Ларссон родилась в поселении Ханден, коммуна Ханинге. Двое её братьев, Роджер и Мике, играли в хоккей с шайбой за команду «Вендельсё». Отец, Торбьёрн, был тренером одного из сыновей. Мария вместе с мамой, Биргиттой, часто посещали тренировки и матчи семьи. Позже они вместо просмотра хоккея, начали вместе кататься на коньках. В 12 лет Мария Ларссон была записана в хоккейную школу «Вестерханинге», после прочтения объявления о наборе девочек в секцию. В отличие от большинства хоккеисток, начинавших карьеру в командах мальчиков, Мария сразу стала играть против девочек. В 14-летнем возрасте Ларссон стала играть за дублирующую команду «Вестерханинге» во втором дивизионе чемпионата Швеции. Через два года она стала игроком основной команды, которую тренировал Кристиан Ингве, работавший по совместительству в сборной Швеции. В первый свой сезон Ларссон завоевала вместе с командой бронзовые медали чемпионата Швеции. В сезоне 1996/97 «Вестерханинге» участвовал в решающем матче финального раунда, где проиграл команде «ФоК Фарста». После завершения чемпионата «Вестерханинге» был расформирован. Ларссон и многие лидеры перешли в «ФоК Фарста». С новой командой Мария завоевала серебряные медали чемпионата 1996/97. По завершении турнира «ФоК Фарста» прекратил существовать из-за нежелания руководства вкладывать средства в команду. Ларссон перешла в новую команду «Мелархёйден/Бреденг», в состав которой вошли многие игроки сборной Швеции. По ходу чемпионата Мария дебютировала за национальную сборную на турнире в Фюссене, заменив одну из заболевших хоккеисток. Она также вошла в окончательный состав сборной для участия на чемпионате мира 1999. Ларссон сыграла в пяти матчах, не набрав результативных баллов. По итогам чемпионата страны она вместе с «Мелархёйден/Бреденг» выиграла чемпионский титул.

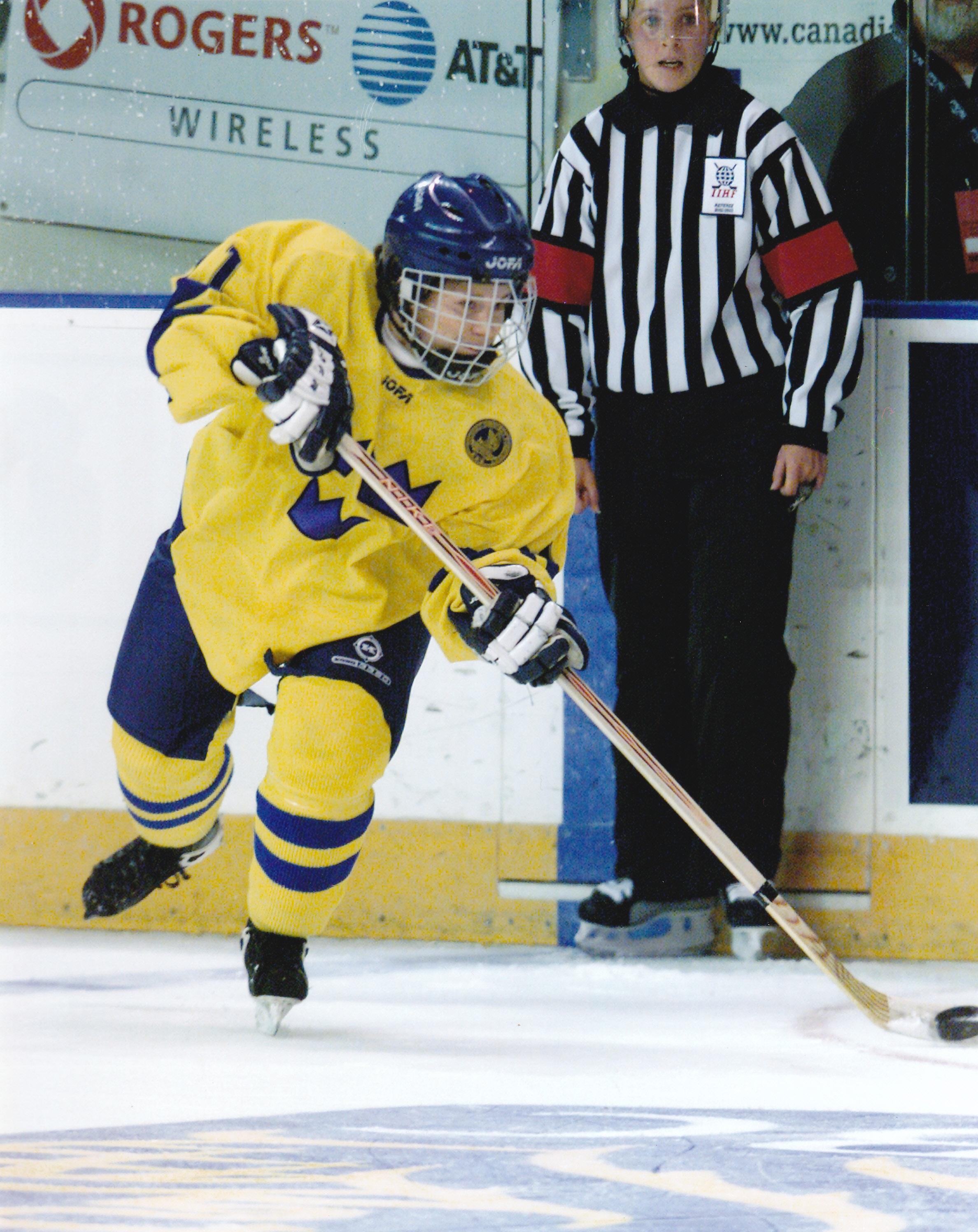
Ларссон в составе сборной Швеции

Перед сезоном 1999/00 Ларссон перешла в АИК, за который играли одни из лидеров сборной Швеции — Ильва Линдберг и Анн-Луиза Эдстранд. АИК два года подряд играл в финале чемпионата Швеции, оба раза проиграв в решающем матче «Мелархёйден/Бреденг». В апреле 2001 года Мария сыграла на чемпионате мира 2001, где отметилась одним результативным пасом. Перед сезоном 2001/02 она вернулась в «Вестерханинге». Ларссон сумела войти в окончательный состав сборной для участия на Зимних Олимпийских играх 2002, благодаря высоким показателям тестов по физической подготовке. В преддверии турнира шведки сыграли пять контрольных матчей со сборной Финляндии, выиграв только один матч. Учитывая результаты подготовки, Шведская хоккейная ассоциация не рассчитывала на высокий результат женской сборной на Олимпиаде. Однако, шведки выиграли бронзовые медали, взяв реванш у сборной Финляндии. В олимпийский год Ларссон закончила обучение в Королевском технологическом институте, став дипломированным компьютерным инженером. Благодаря образованию, она смогла устроиться на работу в Шведскую спортивную конфедерацию, занимающуюся поддержкой и развитием спорта в стране.
В сезоне 2002/03 Ларссон регулярно вызывалась в сборную Швеции, но не вошла в заявку для участия на чемпионате мира 2003. По ходу следующего национального чемпионата она покинула «Вестерханинге» и перешла в другую команду лиги — «Брюнес». Причиной перехода стало сообщение тренера сборной Питера Эландера, что на мировое первенство будут включены игроки, чьи команды будут играть в финальной стадии чемпионата Швеции; «Вестерханинге» к середине розыгрыша чемпионата перестал быть претендентом на попадание в плей-офф. В итоге Ларссон сыграла на чемпионате мира, ставшим для неё последним в карьере. Шведки играли в матче за 3-е место, где проиграли сборной Финляндии со счётом 2:3. В 2004 году Мария вернулась в «Мелархёйден/Бреденг», в составе которого дважды подряд стала чемпионкой страны. Она вызывалась в национальную команду, но больше не играла на крупных международных турнирах, оставаясь резервным игроком. По окончании сезона 2005/06 клуб «Мелархёйден/Бреденг» был закрыт, и Ларссон решила продолжить карьеру в «Вестерханинге». Следующий розыгрыш чемпионата Швеции стал для неё последним, проведённым в высшем дивизионе национального турнира. В 2008 году была образована новая женская лига — Рикссериен, ставшая главным соревнованием женского хоккея Швеции; «Вестерханинге» был отправлен в дивизион ниже рангом. Ларссон помогла своему клубу выйти в решающий раунд за выход в Рикссериен, но клуб из Ханинге не сумел квалифицироваться в высший дивизион. После неудачно завершившегося сезона Мария прекратила карьеру хоккеистки. В сезоне 2010/11 она работала в качестве ассистента главного тренера клуба «Сегельторп», который по итогам плей-офф выиграл чемпионский титул. В следующим сезоне она тренировала сборную «Юг», которая выиграла золотые медали на чемпионате регионов среди девушек до 18 лет. В 2012 году Ларссон вернулась в «Вестерханинге», исполняя обязанности играющего тренера. Перед сезоном 2012/13 «Вестерханинге» вместе с другими женскими командами коммуны были объединены в единый клуб, получивший название «Ханинге». Ларссон была назначена альтернативным капитаном новой команды, в составе которой решила возобновить карьеру одна из лучших шведских защитников — Гунилла Андерссон. Следующие два сезона Мария мало играла, приняв участие лишь в 8-ми матчах. В 2016 году она начала активно играть за команду, переименованную перед началом сезона в «Ханинге Анкорс». Она стала второй в клубе по количеству проведённых матчей в регулярном сезоне и помогла «Анкорс» сыграть на квалификационном турнире за повышение в классе. Квалификационный раунд «Ханинге» провёл неудачно, проиграв во всех матчах. По окончании сезона 2016/17 Ларссон завершила карьеру хоккеистки. Она вернулась в «Ханинге Анкорс» в сезоне 2019/20. Из-за семьи Мария смогла сыграть только в двух матчах чемпионата, в которых отметилась одной заброшенной шайбой. Последние сезоны она много тренировалась в качестве вратаря, чтобы попробовать себя в новом амплуа. В настоящее время Ларссон продолжает работать в Шведской спортивной конфедерации в должности проектного менеджера. Она занимается развитием хоккея среди девочек и женщин на базе клуба «Ханинге Анкорс».

## Личная жизнь
У Марии Ларссон двое детей: дочь Альва и сын Тео.

## Статистика
| Легенда | Легенда                    | Легенда | Легенда                   | Легенда | Легенда    |
| ------- | -------------------------- | ------- | ------------------------- | ------- | ---------- |
| И       | Количество проведённых игр | Штр     | Штрафное время            | +/−     | Плюс-минус |
| Г       | Голы                       | П       | Голевые передачи          | О       | Очки       |
| -       | Статистика неизвестна      | —       | Статистика не учитывалась |         |            |

### Клубная
- a В «Плей-офф» учитывается статистика игрока в Квалификационном турнире.

### Международная
По данным: Eurohockey.com и Eliteprospects.com

## Достижения
Командные
| Год              | Команда             | Достижение                              | Достижение |
| ---------------- | ------------------- | --------------------------------------- | ---------- |
| Клубные          |                     |                                         |            |
| 1996             | Вестерханинге       | Бронзовый призёр чемпионата Швеции      |            |
| 1997             | Вестерханинге       | Серебряный призёр чемпионата Швеции (4) |            |
| 1998             | ФоК Фарста          | Серебряный призёр чемпионата Швеции (4) |            |
| 2000, 2001       | АИК                 | Серебряный призёр чемпионата Швеции (4) |            |
| 1999, 2005, 2006 | Мелархёйден/Бреденг | Чемпионка Швеции (3)                    |            |
| 2002             | Швеция              | Бронзовый призёр Олимпийских игр        |            |

- По данным Eliteprospects.com.